# (4467) Kaidanovskij
(4467) Kaidanovskij est un astéroïde de la ceinture principale.

## Description
(4467) Kaidanovskij est un astéroïde de la ceinture principale. Il fut découvert le 2 novembre 1975 à Naoutchnyï par Tamara Smirnova. Il présente une orbite caractérisée par un demi-grand axe de 2,64 UA, une excentricité de 0,15 et une inclinaison de 14,1° par rapport à l'écliptique.

## Compléments